# Franz Everhard Bourel
Franz Everhard Bourel, auch Eberhard Bourel (* 1803 in Köln; † 13. März 1871 ebenda) war ein deutscher Genre- und Porträtmaler.

## Leben und Werk

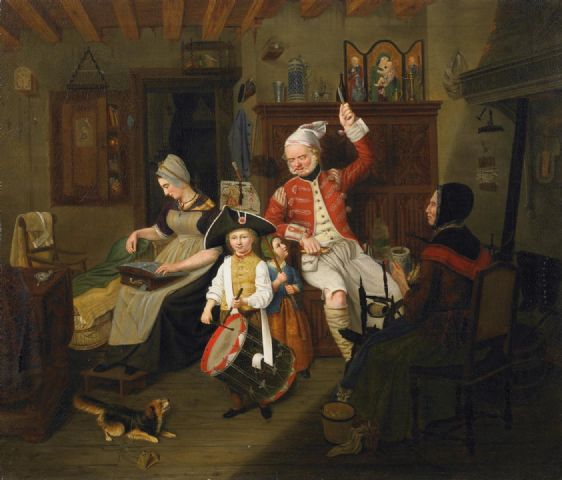
Franz Everhard Bourel: Der Aschermittwoch. Öl auf Leinwand, 64×75,5 cm

Franz Everhard Bourel war Sohn des Gerichtsvollziehers Rudolph Joseph Benedict Bourel und der Maria Anna Bourel geb. Neukirchen. Er entstammte einer alteingesessenen Kölner Familie. Einer seiner Vorfahren war Polizeidirektor der Stadt. 
Bourel studierte an der Düsseldorfer Kunstakademie, bevor er 1834 Professor für Zeichnen an dem Friedrich-Wilhelms-Gymnasium seiner Heimatstadt wurde. Er war dort der Lehrer von Erich Correns und Wilhelm Leibl. 1840 gründete er eine Zeichen- und Malschule am Kölner Wallrafplatz. Bourel war als Maler und Lithograf aktiv. Neben Porträts umreißen die Titel seiner meist kleinformatigen Arbeiten zugleich sein Motivspektrum: Familienleben eines kölnischen Stadtsoldaten (1839), Die Obsthändlerin (1840, wohl für eine Ausstellung im Kölner Gürzenich gemalt), Aschermittwoch (1839, ebenfalls wohl für den Gürzenich), Ein Conversationsstück (1844), Der Steckbrief (1848). 1823 lithografierte er ein Porträt seines kurz vorher verstorbenen Kölner Lehrers Johann Christian Kuntze. Die Arbeiten Bourels wurden zu seinen Lebzeiten wiederholt im Kölnischen Kunstverein ausgestellt.